# Haceb
Industrias Haceb S.A es una compañía colombiana de electrodomésticos con sede en Copacabana, al norte de Medellín, departamento de Antioquia. Manufactura productos de calefacción y refrigeración doméstica y comercial, los cuales comercializa sus marcas Haceb e Icasa a través de distribuidores autorizados en Colombia y países como Estados Unidos, México, Venezuela, Ecuador, Perú y Costa Rica, entre otros, estando en más de 70 países a nivel mundial.
En 2020 representó el 31.4% del comercio de electrodomésticos en Colombia.

## Historia
En 1941, se organizó su primer taller en Medellín. La crisis de la Segunda Guerra Mundial, con su escasez, se convirtió en su oportunidad para pasar de arreglar parrillas a producir estufas.
En 1967 apareció su primera nevera. Tomó neveras americanas, las desarmó y produjo el primer enfriador "made in Colombia" Siguieron lavadoras, estufas más complejas y neveras.